# Муратлія
Муратлія (мак. Муратлија) — село у Північній Македонії, яке входить до общини Карбинці, що в Східному регіоні країни.
Громада складається з 0 осіб (перепис 2002). Село розкинулося в низинній місцевості (середні висоти — 920 метрів), яку македонці називають Овче поле.